# Chandra Saradavara
Chandra Saradavara, công chúa của Phichit (tiếng Thái: จันทราสรัทวาร; RTGS: Chanthrasaratthawan; 15 tháng 4 năm 1873 - ngày 21 tháng 2 năm 1905), là công chúa của Xiêm (sau Thái Lan). Cô là một thành viên của gia đình Hoàng gia Xiêm. Cô là con gái của Chulalongkorn, Vua Rama V của Xiêm.
Mẹ cô là công chúa Saovabhak Nariratana, con gái của Hoàng tử Ladavalya, Hoàng tử Bhumindrabhakdi và mẹ Chin Ladavalya na Ayudhya. Cô được đặt tên đầy đủ của cha cô là Chandra Saradavara Varolanlaksanasombati Ratanarajakumari (tiếng Thái: จันทราสรัทวาร วโรฬารลักษณสมบัติ รัตนกุมารี)
Đối với các nhiệm vụ hoàng gia, cô là một trong những giám đốc điều hành Phó chủ tịch Hiệp hội đỏ Unalom, các tổ chức majorhumanitarian (sau này là Hội Chữ thập đỏ Thái), được thành lập bởi Nữ hoàng Savang Vadhana làm quan thầy mẹ. Và nữ hoàng Saovabha Phongsri được bổ nhiệm làm chủ tịch đầu tiên, và Thanpuying Plien Phasakoravongs đóng vai thư ký xã hội. Cô từng là phó chủ tịch điều hành với các công chúa khác;
- Queen Sukhumala Marasri
- Princess Suddha Dibyaratana, the Princess Sri Ratanakosindra
- Princess Yaovamalaya Narumala, the Princess of Sawankalok
- Princess Srivilailaksana, the Princess of Suphanburi
- Princess Ubolratana Narinaka, the Princess Akaravorarajgalya
- Princess Saisavalibhirom, the Princess Suddhasininat Piyamaharaj Padivaradda
- The Noble Consort (Chao Chom Manda) Kesorn của Vua Chulalongkorn

Ngày 12 Tháng Ba năm 1904, cô đã được trao danh hiệu hoàng gia từ cha cô là, công chúa của Phichit, hoặc dịch ở Thái như Krom Khun Phichit Jessadachandra (tiếng Thái: กรมขุนพิจิตรเจษฎ์จันทร์). Cô đã được đưa ra thứ hạng của Krom Khun, mức thứ tư của Krom đứng.
Công chúa Chandra Saradavara qua đời vào ngày 21 Tháng Hai 1905, trong khi đi để tỏ lòng tôn kính đến đám tang của chị gái mình, công chúa Srivilailaksana tại Bang Pa-In Cung điện Hoàng gia, tỉnh Ayutthaya.

## Royal decorations
- Dame of The Most Illustrious Order of the Royal House of Chakri
- Dame Cross of the Most Illustrious Order of Chula Chom Klao (First class): received ngày 26 tháng 11 năm 1893

## Dòng họ
| Princess Chandra Saradavara, Công chúa cửa Phichit | Father: Chulalongkorn, Vua Rama V của Siam | Paternal Grandfather: Mongkut, Vua Rama IV của Siam                | Paternal Great-grandfather: Buddha Loetla Nabhalai, Vua Rama II của Siam |
| Princess Chandra Saradavara, Công chúa cửa Phichit | Father: Chulalongkorn, Vua Rama V của Siam | Paternal Grandfather: Mongkut, Vua Rama IV của Siam                | Paternal Great-grandmother: Hoàng hậu Sri Suriyendra                     |
| Princess Chandra Saradavara, Công chúa cửa Phichit | Father: Chulalongkorn, Vua Rama V của Siam | Paternal Grandmother: Hoàng hậu Debsirindra                        | Paternal Great-grandfather: Prince Sirivongse, the Prince Matayabidaksa  |
| Princess Chandra Saradavara, Công chúa cửa Phichit | Father: Chulalongkorn, Vua Rama V của Siam | Paternal Grandmother: Hoàng hậu Debsirindra                        | Paternal Great-grandmother: Mom Noi Sirivongs na Ayudhya                 |
| Princess Chandra Saradavara, Công chúa cửa Phichit | Mother: Công chúa Saovabhak Nariratana     | Maternal Grandfather: Prince Ladavalya, the Prince Bhumindrabhakdi | Maternal Great-grandfather: Nangklao, Vua Rama III của Siam              |
| Princess Chandra Saradavara, Công chúa cửa Phichit | Mother: Công chúa Saovabhak Nariratana     | Maternal Grandfather: Prince Ladavalya, the Prince Bhumindrabhakdi | Maternal Great-grandmother: Chao Chom Manda Emnoi                        |
| Princess Chandra Saradavara, Công chúa cửa Phichit | Mother: Công chúa Saovabhak Nariratana     | Maternal Grandmother: Mom Chin Ladavalya na Ayudhya                | Maternal Great-grandfother: unknown                                      |
| Princess Chandra Saradavara, Công chúa cửa Phichit | Mother: Công chúa Saovabhak Nariratana     | Maternal Grandmother: Mom Chin Ladavalya na Ayudhya                | Maternal Great-grandmother: unknown                                      |